# Corlăteni
Corlăteni is een Roemeense gemeente in het district Botoșani.
Corlăteni telt 2443 inwoners.